# Adolfo Valencia
Adolfo José Valencia Mosquera (Buenaventura, 6 febbraio 1968) è un ex calciatore colombiano, di ruolo attaccante.

## Carriera

### Club
Per le sue caratteristiche fisiche venne soprannominato El Tren (Il Treno). Nel corso della sua carriera ha giocato in sette nazioni diverse: nella nativa Colombia (Independiente Santa Fe), Germania (Bayern Monaco), Spagna (Atlético Madrid), Italia (Reggiana), Grecia (PAOK), Stati Uniti d'America (MetroStars) e Venezuela (Maracaibo).
Visse, ormai trentunenne, nei MetroStars la stagione 2000-2001, dove realizzò 16 reti nella Major League Season e cinque nella Coppa nazionale. Si ritirò dal mondo del calcio due annate dopo.

### Nazionale
Con la Nazionale della Colombia Valencia ha disputato 38 partite, segnando 14 reti. Risulta tra i marcatori nel 5-0 inflitto all'Argentina, una vittoria che ancora oggi risulta tra le più larghe e più indimenticabili considerando la portata dell'avversario per la Nazionale colombiana. È qui che nasce il soprannome "El Trén", il treno.
Prese parte ai Mondiali statunitensi del 1994 e realizzò ben due reti; la prima rete nella partita di esordio contro Romania persa 3-1 e l'altra rete contro gli USA nella partita persa 2-1 e ricordata soprattutto per l'autogol di Andrés Escobar. Partecipò anche ai Mondiali di Francia 1998, senza riuscire però ad andare in rete.

## Statistiche

### Cronologia presenze e reti in nazionale
| Cronologia completa delle presenze e delle reti in nazionale ― Colombia | Cronologia completa delle presenze e delle reti in nazionale ― Colombia | Cronologia completa delle presenze e delle reti in nazionale ― Colombia | Cronologia completa delle presenze e delle reti in nazionale ― Colombia | Cronologia completa delle presenze e delle reti in nazionale ― Colombia | Cronologia completa delle presenze e delle reti in nazionale ― Colombia | Cronologia completa delle presenze e delle reti in nazionale ― Colombia | Cronologia completa delle presenze e delle reti in nazionale ― Colombia |
| Data                                                                    | Città                                                                   | In casa                                                                 | Risultato                                                               | Ospiti                                                                  | Competizione                                                            | Reti                                                                    | Note                                                                    |
| ----------------------------------------------------------------------- | ----------------------------------------------------------------------- | ----------------------------------------------------------------------- | ----------------------------------------------------------------------- | ----------------------------------------------------------------------- | ----------------------------------------------------------------------- | ----------------------------------------------------------------------- | ----------------------------------------------------------------------- |
| 31-7-1992                                                               | Los Angeles                                                             | Stati Uniti                                                             | 0 – 1                                                                   | Colombia                                                                | Amistad Cup 1992                                                        | 1                                                                       |                                                                         |
| 2-8-1992                                                                | Los Angeles                                                             | Messico                                                                 | 0 – 0                                                                   | Colombia                                                                | Amistad Cup 1992                                                        | -                                                                       |                                                                         |
| 24-2-1993                                                               | San Cristóbal                                                           | Venezuela                                                               | 0 – 0                                                                   | Colombia                                                                | Amichevole                                                              | -                                                                       | 61’                                                                     |
| 31-3-1993                                                               | Medellín                                                                | Colombia                                                                | 4 – 1                                                                   | Costa Rica                                                              | Amichevole                                                              | 2                                                                       |                                                                         |
| 8-5-1993                                                                | Miami                                                                   | Stati Uniti                                                             | 1 – 2                                                                   | Colombia                                                                | Amichevole                                                              | 1                                                                       | 75’                                                                     |
| 21-5-1993                                                               | Bogotà                                                                  | Colombia                                                                | 1 – 1                                                                   | Venezuela                                                               | Amichevole                                                              | -                                                                       |                                                                         |
| 30-5-1993                                                               | Santiago del Cile                                                       | Cile                                                                    | 1 – 1                                                                   | Colombia                                                                | Amichevole                                                              | -                                                                       | 46’                                                                     |
| 6-6-1993                                                                | Bogotà                                                                  | Colombia                                                                | 1 – 0                                                                   | Cile                                                                    | Amichevole                                                              | -                                                                       | 72’                                                                     |
| 16-6-1993                                                               | Machala                                                                 | Colombia                                                                | 2 – 1                                                                   | Messico                                                                 | Coppa America 1993 - 1º turno                                           | 1                                                                       |                                                                         |
| 20-6-1993                                                               | Machala                                                                 | Colombia                                                                | 2 – 1                                                                   | Bolivia                                                                 | Coppa America 1993 - 1º turno                                           | -                                                                       | 46’                                                                     |
| 23-6-1993                                                               | Guayaquil                                                               | Argentina                                                               | 1 – 1                                                                   | Colombia                                                                | Coppa America 1993 - 1º turno                                           | -                                                                       |                                                                         |
| 26-6-1993                                                               | Guayaquil                                                               | Colombia                                                                | 1 – 1 dts (5 - 3 dtr)                                                   | Uruguay                                                                 | Coppa America 1993 - Quarti di finale                                   | -                                                                       |                                                                         |
| 3-7-1993                                                                | Portoviejo                                                              | Ecuador                                                                 | 0 – 1                                                                   | Colombia                                                                | Coppa America 1993 - Finale 3º posto                                    | 1                                                                       | 46’                                                                     |
| 15-8-1993                                                               | Barranquilla                                                            | Colombia                                                                | 2 – 1                                                                   | Argentina                                                               | Qual. Mondiali 1994                                                     | 1                                                                       |                                                                         |
| 22-8-1993                                                               | Asunción                                                                | Paraguay                                                                | 1 – 1                                                                   | Colombia                                                                | Qual. Mondiali 1994                                                     | -                                                                       |                                                                         |
| 5-9-1993                                                                | Buenos Aires                                                            | Argentina                                                               | 0 – 5                                                                   | Colombia                                                                | Qual. Mondiali 1994                                                     | 1                                                                       | 14’                                                                     |
| 3-6-1994                                                                | Foxborough                                                              | Irlanda del Nord                                                        | 0 – 2                                                                   | Colombia                                                                | Amichevole                                                              | 1                                                                       | 61’                                                                     |
| 5-6-1994                                                                | East Rutherford                                                         | Colombia                                                                | 2 – 0                                                                   | Grecia                                                                  | Amichevole                                                              | -                                                                       | 46’                                                                     |
| 18-6-1994                                                               | Pasadena                                                                | Colombia                                                                | 1 – 3                                                                   | Romania                                                                 | Mondiali 1994 - 1º turno                                                | 1                                                                       |                                                                         |
| 22-6-1994                                                               | Pasadena                                                                | Stati Uniti                                                             | 2 – 1                                                                   | Colombia                                                                | Mondiali 1994 - 1º turno                                                | 1                                                                       | 46’                                                                     |
| 26-6-1994                                                               | Palo Alto                                                               | Svizzera                                                                | 0 – 2                                                                   | Colombia                                                                | Mondiali 1994 - 1º turno                                                | -                                                                       | 64’                                                                     |
| 11-10-1995                                                              | Buenos Aires                                                            | Argentina                                                               | 0 – 0                                                                   | Colombia                                                                | Amichevole                                                              | -                                                                       |                                                                         |
| 26-10-1995                                                              | Pechino                                                                 | Cina                                                                    | 2 – 1                                                                   | Colombia                                                                | Amichevole                                                              | -                                                                       |                                                                         |
| 6-3-1996                                                                | Miami                                                                   | Colombia                                                                | 2 – 1                                                                   | Honduras                                                                | Amichevole                                                              | -                                                                       | 60’                                                                     |
| 22-3-1996                                                               | Neiva                                                                   | Colombia                                                                | 3 – 0                                                                   | Trinidad e Tobago                                                       | Amichevole                                                              | 1                                                                       |                                                                         |
| 28-3-1996                                                               | Medellín                                                                | Colombia                                                                | 4 – 1                                                                   | Bolivia                                                                 | Amichevole                                                              | 2                                                                       |                                                                         |
| 24-4-1996                                                               | Barranquilla                                                            | Colombia                                                                | 1 – 0                                                                   | Paraguay                                                                | Qual. Mondiali 1998                                                     | -                                                                       | 73’                                                                     |
| 29-5-1996                                                               | Miami                                                                   | Colombia                                                                | 1 – 0                                                                   | Scozia                                                                  | Amichevole                                                              | -                                                                       | 46’                                                                     |
| 2-6-1996                                                                | Lima                                                                    | Perù                                                                    | 1 – 1                                                                   | Colombia                                                                | Qual. Mondiali 1998                                                     | -                                                                       | 46’                                                                     |
| 30-4-1997                                                               | Barranquilla                                                            | Colombia                                                                | 0 – 1                                                                   | Perù                                                                    | Qual. Mondiali 1998                                                     | -                                                                       |                                                                         |
| 22-4-1998                                                               | Santiago del Cile                                                       | Cile                                                                    | 2 – 2                                                                   | Colombia                                                                | Amichevole                                                              | -                                                                       |                                                                         |
| 23-5-1998                                                               | East Rutherford                                                         | Colombia                                                                | 2 – 2                                                                   | Scozia                                                                  | Amichevole                                                              | -                                                                       |                                                                         |
| 30-5-1998                                                               | Francoforte sul Meno                                                    | Germania                                                                | 3 – 1                                                                   | Colombia                                                                | Amichevole                                                              | -                                                                       | 53’                                                                     |
| 3-6-1998                                                                | Bruxelles                                                               | Belgio                                                                  | 2 – 0                                                                   | Colombia                                                                | Amichevole                                                              | -                                                                       | 64’                                                                     |
| 15-6-1998                                                               | Lione                                                                   | Romania                                                                 | 1 – 0                                                                   | Colombia                                                                | Mondiali 1998 - 1º turno                                                | -                                                                       | 46’                                                                     |
| 22-6-1998                                                               | Montpellier                                                             | Colombia                                                                | 1 – 0                                                                   | Tunisia                                                                 | Mondiali 1998 - 1º turno                                                | -                                                                       | 56’                                                                     |
| 26-6-1998                                                               | Lens                                                                    | Colombia                                                                | 0 – 2                                                                   | Inghilterra                                                             | Mondiali 1998 - 1º turno                                                | -                                                                       | 46’                                                                     |
| Totale                                                                  |                                                                         | Presenze                                                                | 37                                                                      |                                                                         | Reti                                                                    | 14                                                                      |                                                                         |